# 大苏计乡
大苏计乡，是中华人民共和国河北省张家口尚义县下辖的一个乡镇级行政单位。

## 行政区划
大苏计乡下辖以下地区：
大苏计村、半个碌碡村、大贲红村、六号地村、夏家卜村、小良子村、郝家地村、三圪塔井村、双井子村、蔡家村、冀家村、八义井村和白沙泉村。